# Fruta de sartén

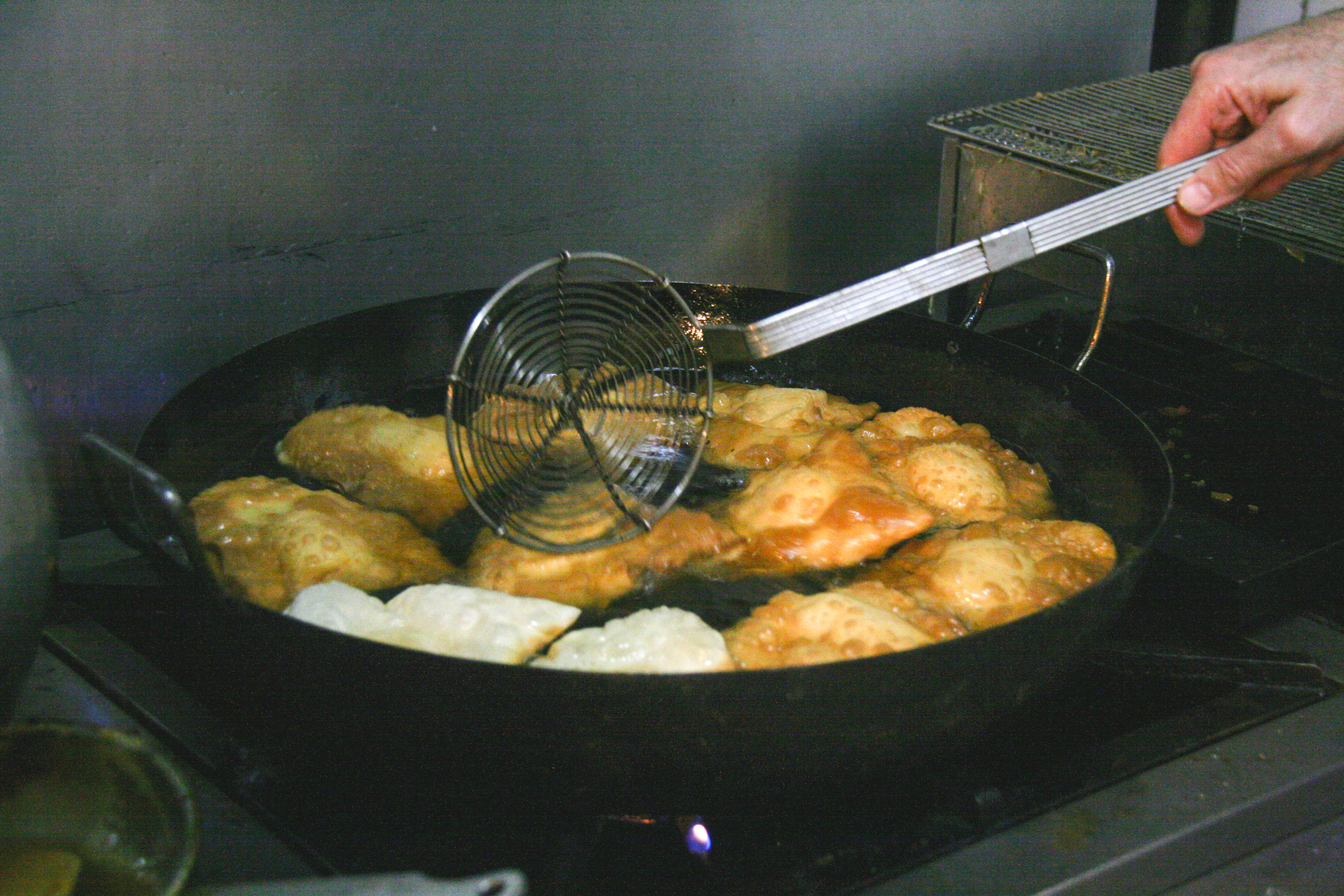
Fritura de unos bartolillos en Madrid.

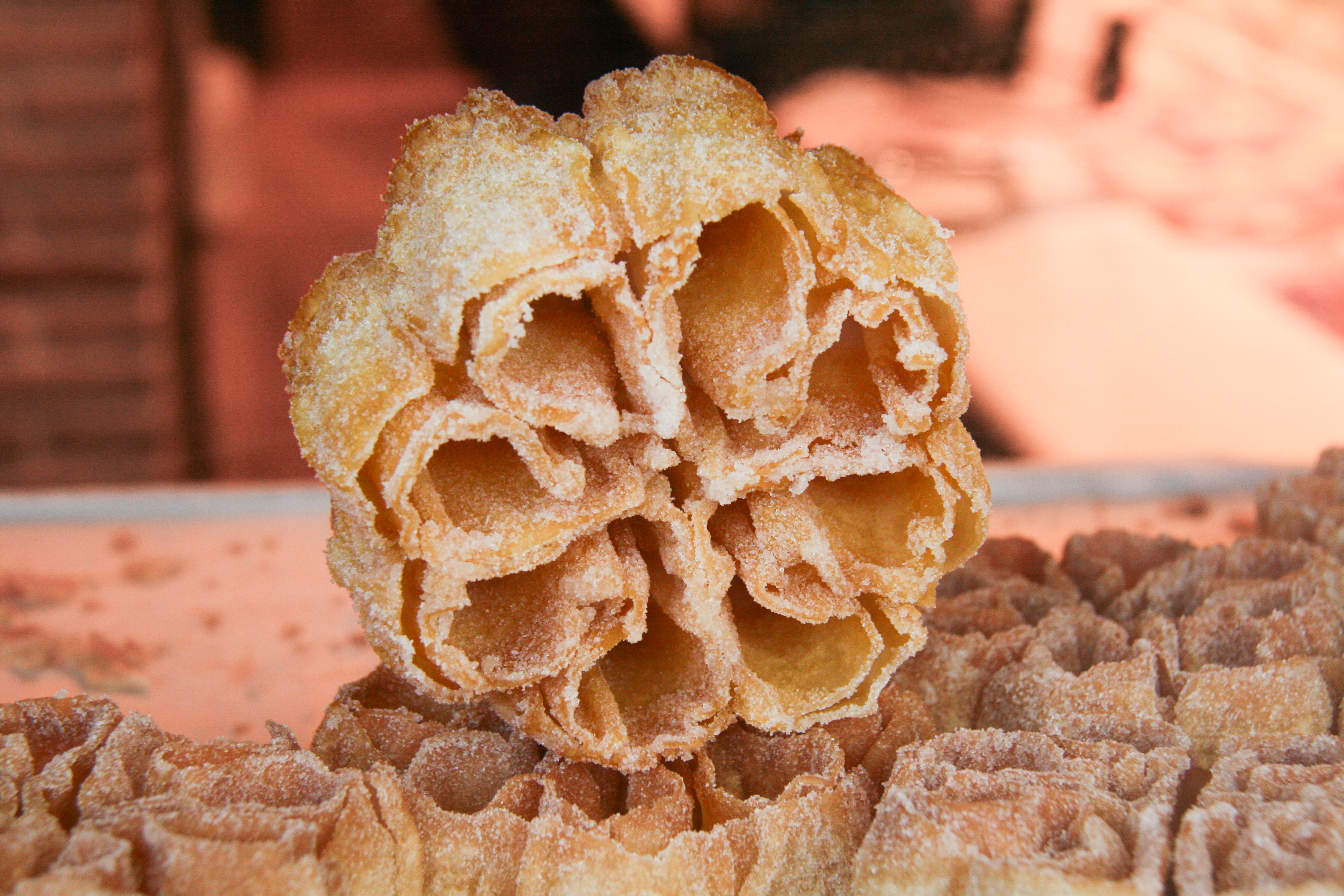
Flor frita típica de La Mancha.

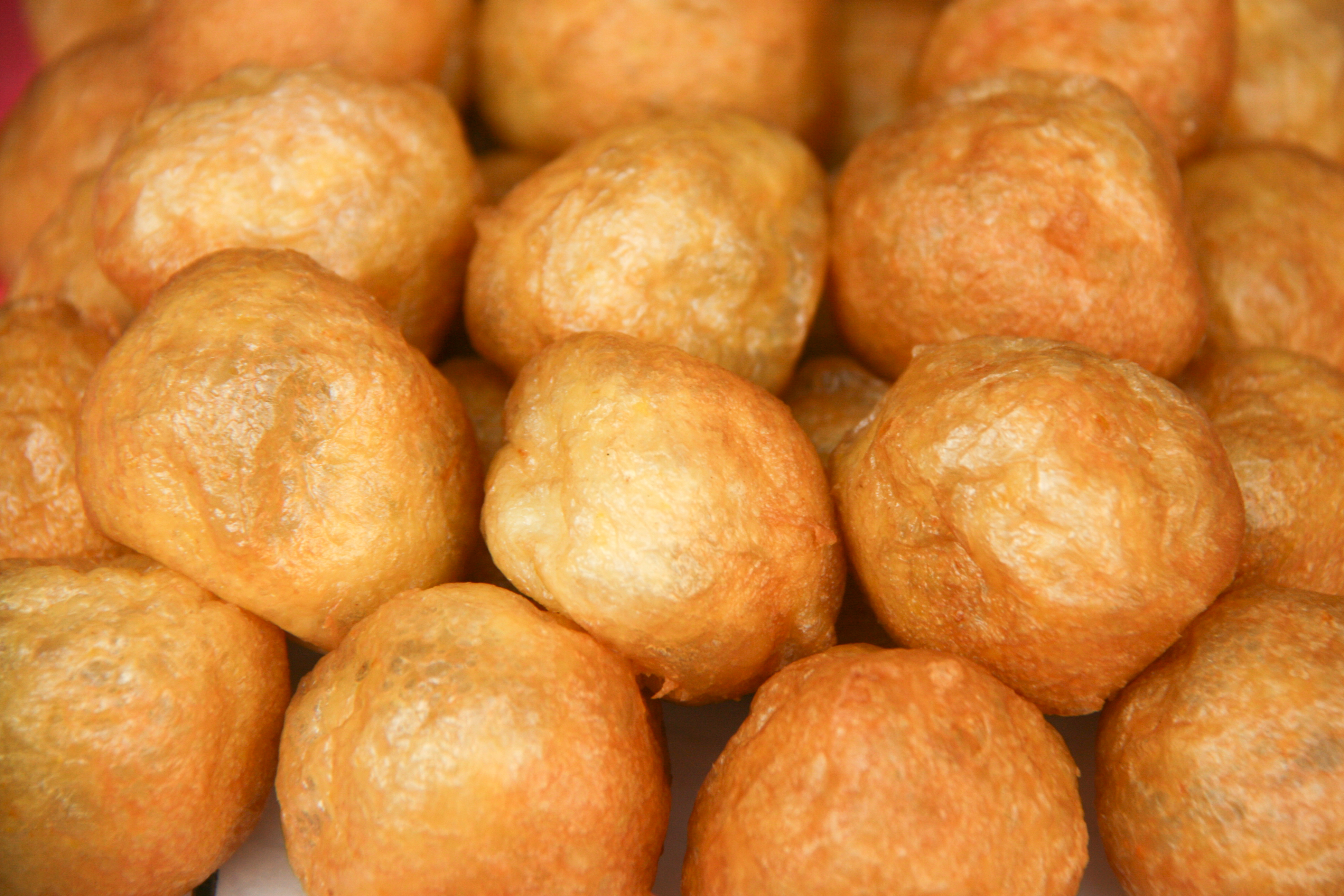
Detalle de unos buñuelos.

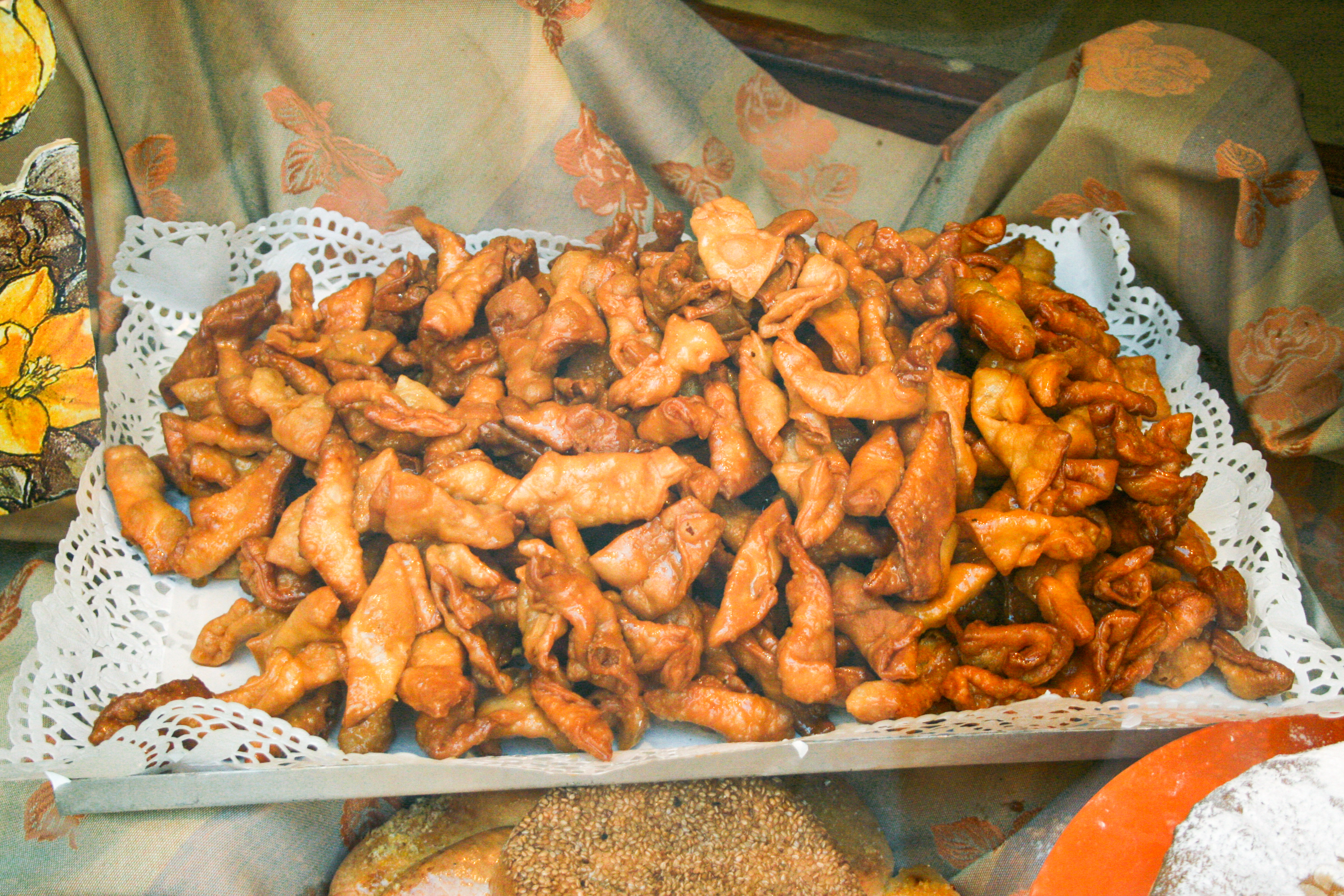
Bandeja de pestiños recién elaborados.

Las frutas de sartén (llamadas a veces dulces de sartén) son elaboraciones culinarias de fritura en aceite hirviendo de forma que los alimentos sean ligeramente fritos en una sartén. Se suele aplicar a alimentos de estructuras livianas como masas. El concepto es muy empleado en la repostería española desde la Edad Media, y algunos de los primeros libros de cocina española describen este proceso de fritura con este nombre. Algunas de las llamadas como frutas de sartén es habitual que sean servidas a los comensales recién hechas, mientras que otras como las "Flores" se conservan durante días o semanas para su consumo. 

## Historia
La técnica de masas fritas se remonta en la cocina española a la época medieval, práctica conocida de la cocina sefardí. En el Llibre de Sent Soví del año 1324 aparece una receta sobre ffrexols y bunyols de fformatge d'ous. Un siglo más tarde el cocinero Robert de Nola en su libro "Libro de manjares, guisados y potajes" (Llibre del Coch) de 1477 ya describe como fruta, la ligera fritura de un hígado de ave. En otras deja claro una especie de descripción: 

Queso añejo rallado tomarás y harina; y echarlo en un cazo; y moler azúcar; y batirlo muy bien con sus huevos, y después tomar buena manteca y echarla en una sartén; y después ir echando de la fruta [masa].
Robert de Nola, Libro de manjares, guisados y potajes (1477)

Nola describe igualmente los flaones, o flaoncillos. La mayoría de las recetas incluyen la preparación de bien sea una masa o un recubrimiento que puede llevar queso rallado y huevo. La fruta es descrita como una pasta de harina a la que se suele añadir huevos y azúcar y que se fríe ligeramente en un aceite vegetal, en una mantequilla o grasa animal (manteca de cerdo). En algunas ocasiones la masa frita se solía endulzar con miel.
Durante la Edad de Oro fue muy popular esta preparación en la repostería española y se pueden encontrar referencias al mismo en novelas como El Quijote al relatar las Bodas del rico Camacho. Se considera una técnica repostera de origen de la gastronomía sefardí y hoy en día aún se siguen elaborando en muchos sitios de Andalucía y La Mancha por Semana Santa, más como una reminiscencia de la pascua judía que de la cristiana.
También son famosas las frutas de sartén en la celebración de otras fiestas de origen pagano, tal como ocurre en la localidad manchega de Miguelturra en la provincia de Ciudad Real, para la celebración de sus famosos Carnavales donde cada año se realiza un concurso popular de elaboración de estos productos.
La popularidad de algunas frutas de sartén llega a influenciar la repostería de algunos países de Hispanoamérica. Los españoles al colonizar algunos territorios llevaron las maneras de elaborar las harinas de cereal y con ello las frituras, de esta forma se transmitieron las costumbres de la repostería y sus métodos culinarios. 
Ángel Muro, en su famoso libro de cocina, El Practicón, de finales del siglo XIX, proporciona información acerca de las flores a las que llama rosas y que según la receta que describe: «Son manjares de golosina que se hacen con una pasta más clara que la de los buñuelos, de modo que pueda adherirse perfectamente al molde que representa la figura» y que él emparenta con los gaufres franceses. Ambos dulces son masas esculpidas en molde de hierro.

## Algunas frutas de sartén
- Almojábanas
- Anagüejo
- Bartolillos
- Buñuelos
- Chuparquía
- Churros
- Enmelado
- Filloa
- Frisuelo
- Flores
- Hojuelas
- Juanguila
- Leche frita
- Paparaviejos (Almería)
- Paparajotes (Murcia)
- Pestiños
- Piñonates
- Porras
- Sopaipillas
- Truchas (Empanadilla frita rellena de crema de batata y almendra típica de Canarias)

## Técnicas similares
Las masas estampadas en hierros candentes son una especialidad en el Norte de Europa y a veces se denominan igualmente frutas de sartén. Un ejemplo son los Æbleskiver de Dinamarca. En Asia existen cocinas que dominan perfectamente las frituras en aceites calientes y es frecuente encontrar preparaciones muy similares.